# Türi
Türi (em estoniano:  Türi vald) é um município rural estoniano localizado na região de Järvamaa.